# Hidroelectrica
Hidroelectrica est une entreprise roumaine de production d'hydroélectricité. 

## Histoire
En janvier 2022, Fondul Proprietatea annonce la vente prochainement d'une participation de 15 % dans Hidroelectrica, détenue jusqu'à 20 % par celui-ci et à 80 % par l'État roumain.